# Josefův Důl (kraj liberecki)
Josefův Důl – gmina w Czechach, w powiecie Jablonec nad Nysą, w kraju libereckim.
1 stycznia 2017 gmina liczyła 214 mieszkańców, a ich średni wiek 44,0 lat.